# Laut gedacht
Laut gedacht ist das zweite Studioalbum der deutschen Pop-Rock-Band Silbermond. Das Album erschien am 21. April 2006 bei Sony BMG und verkaufte sich über 450.000 Mal.

## Entstehung
Das Album entstand im Oktober 2005, direkt im Anschluss an die Tour 2005. Dabei griff die Band auf Gedanken und Erlebnisse aus der Zeit nach der Veröffentlichung des Albums Verschwende deine Zeit zurück.
Als Produzenten wurden wie beim Debütalbum Verschwende deine Zeit wieder Ingo Politz und Bernd Wendlandt eingesetzt.

## Titelliste
1. Meer sein – 4:27
2. Wenn die anderen – 3:44
3. Das Ende vom Kreis – 4:04
4. Zu weit – 3:43
5. Unendlich – 6:52
6. In Zeiten wie diesen – 4:34
7. Das Beste – 4:44
8. Unerkannt – 3:56
9. Schick Love – 5:15
10. So wie jetzt – 5:13
11. Endlich – 3:59
12. Lebenszeichen – 4:02
13. Nein danke – 4:46
14. Kartenhaus – 3:13
15. Ich wünsch dir was – 4:10

Re-Edition
1. Das Beste (Single Version) – 4:26

Re-Re-Edition
1. Das Beste (Video)

Premium-Edition (Live-DVD)
1. Intro – 3:27
2. Meer Seinv – 5:12
3. Du und Ich – 3:36
4. A Stückl heile Welt – 4:24
5. Das Beste – 6:52
6. Zeit für Optimisten – 6:48
7. Immer am Limit – 6:54
8. Good Bye (feat. Die Happy) – 8:38
9. Durch die Nacht – 4:31
10. Symphonie – 5:44
11. Verschwende deine Zeit – 3:41
12. So wie jetzt – 5:28
13. Zu weit – 4:53

## Veröffentlichungen

### Singles
Am 31. März 2006 erschien mit Unendlich die erste Single, bevor das Album herauskam. Die Single erreichte in Platz zehn der deutschen Singlecharts und konnte sich 15 Wochen lang in der Hitparade halten. In Österreich erreichte Unendlich Platz 14, in der Schweiz Platz 23.
Am 7. Juli 2006 wurde mit Meer sein die zweite Single veröffentlicht. In den deutschen Charts erreichte die Single Platz 77, in Österreich Platz 36 und in der Schweiz Platz 69.
Als dritte Single wurde Das Beste am 10. Oktober 2006 veröffentlicht. In Deutschland stieg die Single sofort auf Platz 1 ein. Insgesamt war Das Beste 7 Wochen lang auf Platz 1 der deutschen Single-Charts, in den Top 100 blieb die Single 75 Wochen lang. Auch in Österreich erreichte die Single Platz 1 und blieb sechs Wochen auf dem Spitzenplatz. Insgesamt blieb Das Beste 46 Wochen in den österreichischen Charts. In der Schweiz erreichte die Single Platz 3 und hielt sich 53 Wochen in den Charts.
Als vierte Single wurde am 30. März 2007 Das Ende vom Kreis veröffentlicht. In Deutschland erreichte die Single Platz 27 und konnte sich 9 Wochen halten.

### Neuauflagen
Am 26. Oktober 2006 erschien die Re-Edition, auf der zusätzlich die Single-Version von Das Beste enthalten ist. Am 19. Oktober 2007 wurde eine Re-Re-Edition veröffentlicht, die zusätzlich das Video zu Das Beste enthält.

## Rezeption
Von Kritikern bekam das Album unterschiedliche Bewertungen, meistens kam es aber nicht über eine Durchschnittsbewertung hinaus.
Artur Schulz vergibt auf laut.de 2 von 5 Sterne und bezeichnet das Album als zu vorhersehbar, lobt aber vor allem den Gesang von Stefanie Kloß.
Christian Preußer von plattentests.de vergibt 3 von 10 Punkte und kritisiert vor allem die Texte, die er "unterirdisch" nennt.
Christian Kruschel vergibt auf cdstarts.de 6,5 von 10 Punkte, kritisiert aber ebenfalls die Texte.
letmeentertainyou.de bezeichnet das Album als deutschen Softrock ohne Biss und vergibt 2 von 5 Punkte.

## Auszeichnungen
Außerdem gewann Das Beste einen ECHO und einen COMET in der Kategorie Bester Song.

## Kommerzieller Erfolg

### Chartplatzierungen
| ChartsChartplatzierungen | Höchstplatzierung | Wochen |
| ------------------------ | ----------------- | ------ |
| Deutschland (GfK)        | 1 (75 Wo.)        | 75     |
| Österreich (Ö3)          | 1 (47 Wo.)        | 47     |
| Schweiz (IFPI)           | 3 (65 Wo.)        | 65     |

| ChartsJahrescharts (2006) | Platzierung |
| ------------------------- | ----------- |
| Deutschland (GfK)         | 7           |
| Österreich (Ö3)           | 16          |
| Schweiz (IFPI)            | 39          |

| ChartsJahrescharts (2007) | Platzierung |
| ------------------------- | ----------- |
| Deutschland (GfK)         | 27          |
| Österreich (Ö3)           | 57          |
| Schweiz (IFPI)            | 70          |

### Auszeichnungen für Musikverkäufe
Das Album selber erhielt in Deutschland drei Mal eine Platin-Schallplatte sowie in Österreich und der Schweiz eine Platin-Schallplatte.
| Land/Region        | Auszeichnungen für Musikverkäufe (Land/Region, Auszeichnung, Verkäufe) | Verkäufe |
| ------------------ | ---------------------------------------------------------------------- | -------- |
| Deutschland (BVMI) | 3× Platin                                                              | 600.000  |
| Österreich (IFPI)  | Platin                                                                 | 30.000   |
| Schweiz (IFPI)     | Platin                                                                 | 30.000   |
| Insgesamt          | 5× Platin ·                                                            | 660.000  |